# Approssimazione di Born
Nella teoria dello scattering ed in particolare in meccanica quantistica, l'approssimazione di Born consiste nel prendere il campo incidente invece del campo totale come il campo guida in ogni punto della regione dove agisce il potenziale dispersivo. Si tratta di un metodo perturbativo, i cui risultati valgono se il campo diffuso è piccolo rispetto a quello incidente all'interno della regione di dispersione.
Per esempio, lo scattering radar delle onde radio da parte di una colonna di polistirolo può essere approssimato assumendo che ogni parte della plastica sia polarizzata dallo stesso campo elettrico che sarebbe presente nel punto senza la colonna e quindi calcolando lo scattering come l'integrale della radiazione sulla distribuzione delle polarizzazioni.

## Approssimazione di Born all'equazione di Lippmann-Schwinger
L'equazione di Lippmann-Schwinger per lo stato di scattering {\displaystyle \vert {\Psi _{\mathbf {p} }^{(\pm )}}\rangle } con momento {\displaystyle p} e condizioni al contorno uscenti (+) o entranti (−) è:
{\displaystyle \vert {\Psi _{\mathbf {p} }^{(\pm )}}\rangle =\vert {\Psi _{\mathbf {p} }^{\circ }}\rangle +G^{\circ }(E_{p}\pm i\varepsilon )V\vert {\Psi _{\mathbf {p} }^{(\pm )}}\rangle }
dove {\displaystyle G^{\circ }} è la funzione di Green per la particella libera, {\displaystyle \varepsilon } è una quantità infinitesima e positiva e  {\displaystyle V} è il potenziale di interazione.  {\displaystyle \vert {\Psi _{\mathbf {p} }^{\circ }}\rangle } è la corrispondente soluzione libera a volte chiamata campo incidente. Il fattore {\displaystyle \vert {\Psi _{\mathbf {p} }^{(\pm )}}\rangle } sul lato destro è detto campo guida.
Con l'approssimazione di Born questa equazione diventa:
{\displaystyle \vert {\Psi _{\mathbf {p} }^{(\pm )}}\rangle =\vert {\Psi _{\mathbf {p} }^{\circ }}\rangle +G^{\circ }(E_{p}\pm i\varepsilon )V\vert {\Psi _{\mathbf {p} }^{\circ }}\rangle }
che è molto più facile da risolvere dato che il secondo membro non dipende più dallo stato sconosciuto {\displaystyle \vert {\Psi _{\mathbf {p} }^{(\pm )}}\rangle }.
La soluzione ottenuta è il punto di partenza della serie di Born.

### Approssimazione di Born all'ampiezza di scattering
Usando la funzione di Green libera uscente per una particella di massa {\displaystyle m} nello spazio delle coordinate,
{\displaystyle G^{(+)}(\mathbf {r} ,\mathbf {r} ')=-{\frac {2m}{\hbar ^{2}}}{\frac {e^{+ik|\mathbf {r} -\mathbf {r} '|}}{4\pi |\mathbf {r} -\mathbf {r} '|}}}
si può estrarre l'approssimazione di Born all'ampiezza di scattering dall'approssimazione di Born all''equazione di Lippmann–Schwinger di cui sopra,
{\displaystyle f_{\mathrm {Born} }(\theta )=-{\frac {2m}{\hbar ^{2}}}{\frac {1}{4\pi }}\int d^{3}re^{i\mathbf {q} \mathbf {r} }V(\mathbf {r} )\;,}
dove {\displaystyle \mathbf {q} } è il momento lineare trasferito.

## Applicazioni
L'approssimazione di Born è usata in contesti fisici abbastanza differenti. Nello scattering di neutroni, l'approssimazione di Born al primo ordine è quasi sempre adeguata, eccetto che per fenomeni di ottica dei neutroni come la riflessione interna totale in una guida a neutroni o di grazing-incidence small-angle neutron scattering (GISANS).

## L'approssimazione di Born a onde distorte
L'approssimazione di Born è più semplice quando le onde incidenti {\displaystyle \vert {\Psi _{\mathbf {p} }^{\circ }}\rangle } sono onde piane. Cioè il mezzo diffusore è trattato come una perturbazione allo spazio libero o ad un mezzo omogeneo.
Nella approssimazione di Born a onde distorte (in inglese, distorted wave Born approximation o DWBA) le onde incidenti sono soluzioni {\displaystyle \vert {\Psi _{\mathbf {p} }^{1}}^{(\pm )}\rangle } di una parte {\displaystyle V^{1}} del problema originale dove il potenziale è dato da {\displaystyle V=V^{1}+V^{2}} che è trattato con altri metodi, sia analitici che numerici. Quindi l'interazione di interesse {\displaystyle V} è scomposta in una perturbazione {\displaystyle V^{2}} di un sistema {\displaystyle V^{1}} le cui soluzioni sono disponibili per via analitica o con altri metodi.
Per le reazioni nucleari si usano modelli numerici di onde ottiche.
Per lo scattering di particelle cariche da parte di particelle cariche si utilizzano le soluzioni analitiche dello scattering di Coulomb. Questo da l'equazione iniziale:
{\displaystyle \vert {\Psi _{\mathbf {p} }^{1}}^{(\pm )}\rangle =\vert {\Psi _{\mathbf {p} }^{\circ }}\rangle +G^{\circ }(E_{p}\pm i0)V^{1}\vert {\Psi _{\mathbf {p} }^{1}}^{(\pm )}\rangle }
e con l'approssimazione di Born si ottiene:
{\displaystyle \vert {\Psi _{\mathbf {p} }^{(\pm )}}\rangle =\vert {\Psi _{\mathbf {p} }^{1}}^{(\pm )}\rangle +G^{1}(E_{p}\pm i0)V^{2}\vert {\Psi _{\mathbf {p} }^{1}}^{(\pm )}\rangle }
Altre applicazioni includono la bremsstrahlung e l'effetto fotoelettrico.